# Eros Capecchi
Eros Capecchi (Castiglione del Lago, 13 juni 1986) is een Italiaans voormalig wielrenner.

## Belangrijkste overwinningen
2004
 Italiaans kampioen op de weg, Junioren
2008
3e etappe Euskal Bizikleta
Eindklassement Euskal Bizikleta
2011
18e etappe Ronde van Italië
2012
GP Lugano
2016
2e etappe Ronde van Burgos (ploegentijdrit)

## Resultaten in voornaamste wedstrijden
| Jaar | Ronde van Italië | Ronde van Frankrijk | Ronde van Spanje |
| ---- | ---------------- | ------------------- | ---------------- |
| 2007 |                  |                     |                  |
| 2008 | 99e              |                     |                  |
| 2009 | opgave           |                     | opgave           |
| 2010 | opgave           | 83e                 |                  |
| 2011 | 60e (1)          |                     | 21e              |
| 2012 | 37e              |                     | 25e              |
| 2013 | 70e              |                     | 24e              |
| 2014 | 79e              |                     |                  |
| 2015 |                  |                     |                  |
| 2016 | 82e              |                     |                  |
| 2017 | 58e              |                     | 104e             |
| 2018 | 49e              |                     |                  |
| 2019 | 37e              |                     | 121e             |
| 2020 | 87e              |                     |                  |
| 2021 |                  |                     |                  |

| Jaar | Milaan-San Remo | Amstel Gold Race | Luik-Bast.‑Luik | Ronde van Lombardije | Waalse Pijl | Clásica San Sebastián |  | Wereldranglijsten |
| ---- | --------------- | ---------------- | --------------- | -------------------- | ----------- | --------------------- |  | ----------------- |
| 2007 |                 | 86e              |                 |                      | 35e         |                       |  |                   |
| 2008 | 153e            | 44e              |                 |                      |             |                       |  | 92e (UPT)         |
| 2009 | 36e             |                  |                 | 67e                  |             |                       |  | 249e (UWK)        |
| 2010 |                 | opgave           |                 |                      |             | 14e                   |  | 213e (UWK)        |
| 2011 |                 |                  | opgave          | opgave               |             |                       |  | 116e (UWT)        |
| 2012 |                 |                  |                 | opgave               |             |                       |  | 78e (UWT)         |
| 2013 |                 |                  |                 | opgave               |             |                       |  | 91e (UWT)         |
| 2014 |                 |                  |                 | opgave               |             |                       |  | 170e (UWT)        |
| 2015 |                 |                  |                 |                      |             |                       |  |                   |
| 2016 | 107e            |                  |                 |                      |             | opgave                |  |                   |
| 2017 |                 |                  | opgave          |                      |             | opgave                |  | 364e (UWT)        |
| 2018 |                 |                  |                 | 39e                  |             |                       |  |                   |
| 2019 |                 |                  |                 | 83e                  |             | opgave                |  |                   |
| 2020 |                 |                  |                 | opgave               |             |                       |  |                   |
| 2021 |                 |                  | opgave          |                      | 132e        |                       |  |                   |

## Ploegen
- 2005 –  Liquigas-Bianchi (stagiair vanaf 1-8)
- 2006 –  Liquigas
- 2007 –  Liquigas
- 2008 –  Scott-American Beef [a]
- 2009 –  Fuji-Servetto
- 2010 –  Footon-Servetto-Fuji
- 2011 –  Liquigas-Cannondale
- 2012 –  Liquigas-Cannondale
- 2013 –  Movistar Team
- 2014 –  Movistar Team
- 2015 –  Movistar Team
- 2016 –  Astana Pro Team
- 2017 –  Quick-Step Floors
- 2018 –  Quick-Step Floors
- 2019 –  Deceuninck–Quick-Step
- 2020 –  Bahrain McLaren
- 2021 –  Bahrain-Victorious

1. ↑  Tot augustus heette de ploeg Saunier Duval, maar na de positieve dopingtest van Riccardo Riccò tijdens de Ronde van Frankrijk stopte Saunier Duval de sponsoring. In augustus nam Scott Sports de rol als titelsponsor over, met American Beef als cosponsor.